# Финбарр из Корка
Святой Финбарр из Корка, часто называемый Баррой (около 550, Бандон, Корк — 25 сентября 623, Корк) — епископ Коркский и настоятель монастыря на территории современного города Корк, Ирландия. Покровитель города и диоцеза Корка. День поминовения — 25 сентября.
Ему посвящён кафедральный собор города Корк.

## Жизнеописание

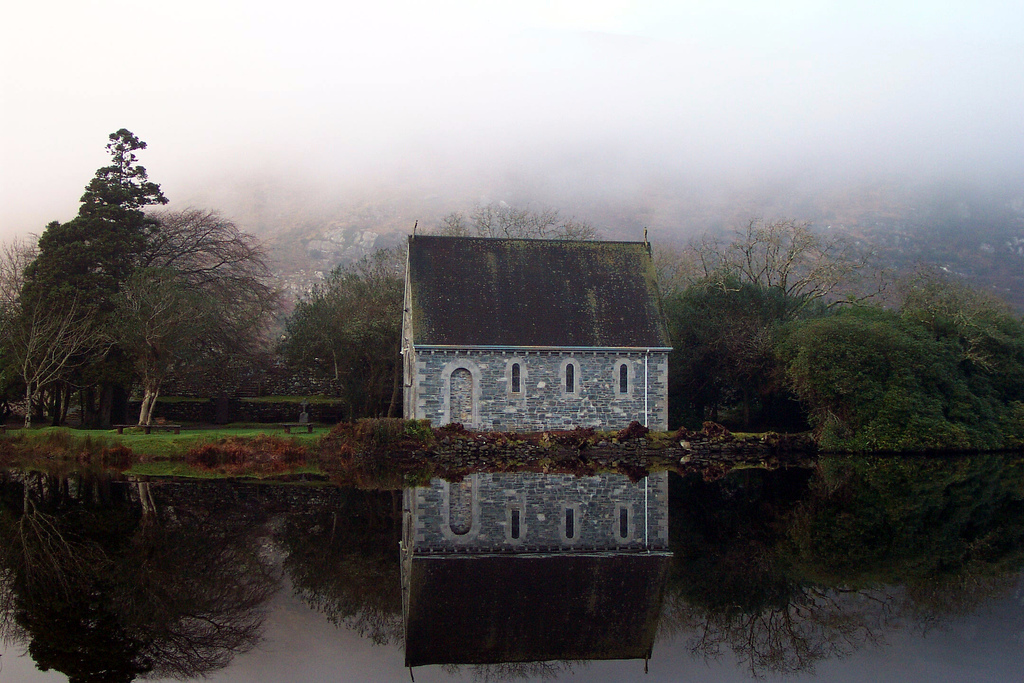
Гуган-Барра

Жил в Темплмартине, недалеко от Бандона, и изначально звался Лохаин (Лоан) и принадлежал к знатному клану Уи Бриуин. Получил образование в Оссори. Получил имя Финнбарр («светлая голова» с гэльского), когда при постриге священнослужитель заметил «Светлые волосы (голова) у Лохаина» (Is fionn barr Lócháin). После этого он совершил паломничество в Рим с несколькими другими монахами, а на обратном пути посетил святого Давида в Уэльсе.
По завершении обучения вернулся домой и некоторое время жил на острове у небольшого озера, которое тогда называлось Лох-Ирс (ныне Гуган-Барра — «отступление Барры под защиту гор»). Возводил небольшие церкви в Ирландии, в том числе в Баллинидиге, графство Корк.
Около семнадцати лет провёл в Корках-Мор-на-Муван («Великое болото Манстера», ныне город Корк), собирая вокруг себя монахов и учеников и превратив местечко в важный просветительский центр. Отсюда берёт начало выражение, ставшее девизом Ирландского национального университета в Корке — «Там, где учил Финбарр, пусть Манстер учится» (Ionad Bairre Sgoil na Mumhan).
В 606 году Финбарр основал церковь и монастырь на известняковой скале над рекой Ли (ныне место известно как аббатство Гилл). Здесь находится англиканский собор епархии, посвящённый святому. Жители Корка часто называют соседнюю католическую церковь, также посвященную святому Финбарру, «Южной часовней», чтобы отличить от католического собора Святых Марии и Анны — «Северной часовни».
Финнбарр умер в Келл-на-Клуане, возвращаясь из поездки в Гуган-Барра. Похоронен на кладбище его церкви в Корке.